# Karangrejo (Selomerto)
Karangrejo is een bestuurslaag in het regentschap Wonosobo van de provincie Midden-Java, Indonesië. Karangrejo telt 2592 inwoners (volkstelling 2010).